# Samuel Heller-Seiffert
Samuel Heller-Tved (født 22. september 1995 i København) er en dansk børneskuespiller, der er kendt som hovedrolleindehaver i tv-serien Max og de tre efterfølgende film. 
Samuel Heller-Tved er søn af film- og tv-klipper Boaz Heller og journalist Anita Seiffert.

## Filmografi

### Film
| År   | Titel                       | Rolle | Noter    |
| ---- | --------------------------- | ----- | -------- |
| 2005 | Den rette ånd               |       |          |
| 2008 | Max Pinlig                  | Max   |          |
| 2011 | Max Pinlig 2 - sidste skrig | Max   |          |
| 2012 | Max Pinlig 3 på Roskilde    | Max   |          |
| 2014 | Den perfekte middag         | Lasse | Kortfilm |

### TV
| År        | Titel | Rolle | Noter |
| --------- | ----- | ----- | ----- |
| 2007-2008 | Max   | Max   |       |